# فنسنت إف. هيندريكس
فنسنت إف. هيندريكس (بالدنماركية: Vincent F. Hendricks)‏ هو فيلسوف دنماركي، ولد في 6 مارس 1970.

## وصلات خارجية
- الموقع الرسمي